# Rodrigo Maia
Rodrigo Felinto Ibarra Epitácio Maia (sinh ngày 12 tháng 6 năm 1970) là một chính trị gia người Brasil, từng là Chủ tịch Hạ viện Brasil kể từ tháng 7 năm 2016. Ông hiện là người đầu tiên tiếp tục chức chủ tịch sau khi phó tổng thống Michel Temer trở thành tổng thống vào ngày 31 tháng 8 năm 2016, vì Văn phòng Phó tổng thống vẫn còn trống. Maia là con trai của cựu thị trưởng Rio de Janeiro Cesar Maia và ông đang ở nhiệm kỳ thứ năm với tư cách là nghị sĩ.

## Tiểu sử
Rodrigo Maia được sinh ra ở Chile, trong khi cha của ông, cựu thị trưởng Rio de Janeiro, Cesar Maia, đang sống lưu vong. Maia bắt đầu học kinh tế tại Đại học tư thực Candido Mendes, nhưng anh chưa bao giờ kết thúc.
Năm 1990, trước khi bắt đầu sự nghiệp chính trị, ông làm việc cho Banco BMG và sau đó là Banco Icatu. Từ năm 1997 đến năm 1998, Maia là Bí thư Thành phố của Thị trưởng Rio de Janeiro.

## Chiến dịch rửa xe
Tên của Rodrigo Maia xuất hiện trong Chiến dịch Rửa xe. Theo một bài báo trên tạp chí Epoca hàng tuần của Brasil, anh đã trao đổi tin nhắn với nhà thầu Léo Pinheiro, từ Grupo OAS, về các khoản quyên góp bầu cử. Vào ngày 8 tháng 2 năm 2017, trong một báo cáo tin tức của Jornal Nacional, Liên bang Polic đã hoàn tất các cuộc điều tra của mình và kết luận rằng có dấu hiệu tham nhũng thụ động và rửa tiền. Cuộc điều tra này bắt đầu với việc trao đổi tin nhắn văn bản giữa Léo Pinheiro và Maia. Ông bị buộc tội cung cấp "ủng hộ chính trị" và bảo vệ quyền lợi OAS trong Quốc hội vào năm 2013 và 2014. Theo Cảnh sát Liên bang, Maia đã giúp OAS bằng cách giới thiệu một sửa đổi cho biện pháp tạm thời tạo ra quy tắc cho hàng không khu vực. Các nhà điều tra tin rằng Maia đã yêu cầu nhà thầu tặng 1 triệu đô la tiền tài trợ bầu cử vào năm 2014 (số tiền này chính thức được trao cho Cesar Maia, cha của Rodrigo Maia) và việc chuyển giao này là một nỗ lực để che giấu nguồn gốc thực sự của tiền. Maia đã phủ nhận bất kỳ sự tham gia nào. Với Maia.